# Northern Command
Le Northern Command est l'un des nombreux commandements à base géographique mis en place par la Royal Australian Air Force (RAAF) durant la Seconde Guerre mondiale. Créé en avril 1944, il est une évolution du No. 9 Operational Group, qui était la principale formation mobile de la RAAF sur le théâtre du Pacifique Sud-Ouest depuis septembre 1942, mais qui était devenu dernièrement une force de garnison en Nouvelle-Guinée. Le Northern Command est initialement basé à Milne Bay, puis, à partir d'août 1944, à Madang. Il mène des opérations en Nouvelle-Guinée, en Nouvelle-Bretagne et à Bougainville jusqu'à la fin de la guerre. Redésigné Northern Area en décembre 1945, il a son quartier général à Port Moresby à partir de mars 1946 et est dissous en février 1947.